# Soro (sangue)

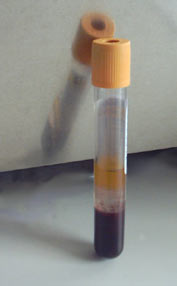
Tubo para coleta de sangue com três camadasː a inferior é composta por células sanguíneas, a camada intermediária é composta por um gel separador, e a camada superior é constituída por soro sanguíneo.

Soro, sérum ou sero é o plasma sanguíneo sem fibrinogênio, liberado após a coagulação do sangue. 

## Diferença entre Soro e Plasma
A diferença entre soro e o plasma é que o soro é o plasma sem fibrinogênio, liberado após a coagulação do sangue, enquanto o plasma é preparado para coagulação do sangue, e com função no sistema imunológico.